# Pandanus lacuum
Espèce
Statut de conservation UICN

 EN  : En danger
Pandanus lacuum est une espèce de plantes de la famille des Pandanacées.